# Критика
Кри́тика (от фр. critique из др.-греч. κριτική τέχνη «искусство разбирать, суждение») — розыск и суждение о достоинствах и недостатках какого-либо труда, анализ, оценка о явлениях какой-либо области человеческой деятельности. 
Задачами критики являются:
- выявление противоречий;
- выявление ошибок и их разбор;
- разбор (анализ), обсуждение чего-либо с целью дать оценку (например, литературная критика);
- исследование, научная проверка достоверности, подлинности чего-либо (например, критика текста, критика исторических источников);
- оценка;

Критик (греч. κριτικός, от κριτική — искусство разбирать, судить) — человек (специалист), сферой деятельности которого является критика, то есть анализ, оценка и суждение об явлениях какой-либо из областей человеческой деятельности, обычно в сфере культуры.